# Taugwitz
Taugwitz ist seit dem 1. Juli 2009 ein Ortsteil der Gemeinde Lanitz-Hassel-Tal im Burgenlandkreis in Sachsen-Anhalt. Bis zum 30. Juni 2009 war Taugwitz eine selbstständige Gemeinde. Der letzte Bürgermeister war Karl Hohenstern.

## Geografie
Das Dorf Taugwitz liegt zwischen den Städten Apolda und Naumburg (Saale) auf 216 Meter Höhe ü. NN. Es grenzt direkt an das ebenfalls zur Gemeinde Lanitz – Hassel – Tal gehörende Dorf Poppel.
Zur ehemaligen Gemeinde Taugwitz gehörten die Ortsteile Rehehausen, Spielberg, Gernstedt, Hohndorf, Poppel, Benndorf und Zäckwar.

## Geschichte
Die Dörfer Poppel und Taugwitz sind Slawensiedlungen, die als Rundlinge um einen Platz und eine Wasserstelle entstanden. Dies geschah nach der Schlacht bei Burgscheidungen 531 bis etwa 700. Die Flurnamen sind jedoch deutsch und finden sich urkundlich im Register des Klosters Pforta (Poppel 1271; Taugwitz 1307). Der Ort gehörte ursprünglich den Grafen von Beichlingen, welche 1307 bis 1324 ihren Besitz im Ort allmählich dem Kloster Pforta übereigneten. 
Nach der Säkularisation des Klosters Pforta im Jahr 1540 gehörte Taugwitz von 1543 bis 1815 zum kursächsischen Amt Pforta. Durch die Beschlüsse des Wiener Kongresses kam der Ort zu Preußen und wurde 1816 dem Landkreis Naumburg im Regierungsbezirk Merseburg der Provinz Sachsen zugeteilt, zu dem er bis zur Auflösung des Kreises 1932 gehörte.

### Eingemeindungen
Gernstedt und Rehehausen gehörten seit dem 1. Juli 1950 zu Taugwitz. Spielberg mit Benndorf, Hohndorf und Zäckwar wurde am 17. Oktober 2004 eingemeindet.

## Gedenkstätten
- Gedenkstein aus dem Jahre 1973 an der Schule, die bis 1992 seinen Namen trug, zur Erinnerung an den kommunistischen Pädagogen und thüringischen Staatsminister Dr. Theodor Neubauer, der 1945 in Brandenburg-Görden ermordet wurde

## Verkehr
Direkt durch den Ort verläuft die Bundesstraße 87, die von Apolda nach Naumburg (Saale) führt. Der Ökumenische Pilgerweg von Görlitz nach Vacha führt durch die Ortsteile Spielberg, Zäckwar und Benndorf.